# Phoenicoprocta capistrata
Phoenicoprocta capistrata är en fjärilsart som beskrevs av Fabricius 1775. Phoenicoprocta capistrata ingår i släktet Phoenicoprocta och familjen björnspinnare. Inga underarter finns listade i Catalogue of Life.